# Eumedonia borealis
Eumedonia borealis är en fjärilsart som beskrevs av Einar Wahlgren 1933. Eumedonia borealis ingår i släktet Eumedonia och familjen juvelvingar. Inga underarter finns listade i Catalogue of Life.